# David J. Davis
David J. Davis (* 22. November 1870; † 19. November 1942 in Scranton, Pennsylvania) war ein US-amerikanischer Politiker. Zwischen 1923 und 1927 war er Vizegouverneur des Bundesstaates Pennsylvania.

## Werdegang
David Davis wuchs in Scranton auf. Seit 1894 gehörte er dem Militär an. Dabei war er sowohl in der Nationalgarde seines Staates und später in der United States Army. Er nahm als Oberleutnant am Spanisch-Amerikanischen Krieg von 1898 teil. 1916 war er während eines Grenzkonflikts mit Mexiko an der dortigen Grenze stationiert und er gehörte den amerikanischen Expeditionsstreitkräften im Ersten Weltkrieg an. Dort wurde er als Oberst Stabschef einer Division. Schließlich diente er auch im Stab des Oberbefehlshabers General John J. Pershing. Nach dem Krieg war er Mitbegründer der Veteranenorganisation American Legion. 20 Jahre lang war er für die Stadt Scranton als Solicitor juristisch tätig, was auf ein früheres Jurastudium schließen lässt.
Politisch schloss sich Davis der Republikanischen Partei an. 1922 wurde er an der Seite von Gifford Pinchot zum Vizegouverneur von Pennsylvania gewählt. Dieses Amt bekleidete er zwischen 1923 und 1927. Dabei war er Stellvertreter des Gouverneurs und Vorsitzender des Staatssenats. Von 1932 bis 1935 war er Kommandeur der Nationalgarde von Pennsylvania. Er starb am 19. November 1942 in Scranton.